# Pcsinya (Kumanovo)
Pcsinya (macedónul Пчиња) település Észak-Macedóniában, a Északkeleti körzetben, Kumanovo községben.

## Népesség
| Lakosok száma | 984  | 1097 | 1184 | 1011 | 896  | 852  | 777  | 793  | 647  |
|               | 1948 | 1953 | 1961 | 1971 | 1981 | 1991 | 1994 | 2002 | 2021 |

- 2002-ben 793 lakosa volt, akik közül 789 macedón és 4 szerb.